# 安道尔大学
安道尔大学（國際音標：[uniβəɾsiˈtad dənˈdorə]）是安道尔公国的一所大学，也是该国第一所公立大学。该校由健康与教育科学学院，商学院，远程教育学院和继续教育学院组成。
安道尔大学是比维斯大学网络，歐洲大學協會和國際大學協會的成员。截至2018年，大学四分之三的财务支出来自安道尔公国，其余主要为法国和西班牙。
安道尔大学在2018学年迎来了30周年校庆。其中一项活动是将一些大学文件和日常用品放入了時間囊。这些封存的物品将于2088学年开启，以迎接一百周年校庆的到来。